# Jerzy Mycielski (ekonomista)
Jerzy Andrzej Mycielski – polski ekonomista, doktor habilitowany nauk społecznych, profesor na Uniwersytecie Warszawskim, specjalista od ekonometrii.

## Kariera naukowa
W 2001 roku na Wydziale Nauk Ekonomicznych Uniwersytetu Warszawskiego uzyskał stopień doktora nauk ekonomicznych na podstawie rozprawy pt. Modelowanie załamań strukturalnych za pomocą wektorowego mechanizmu korekty błędów, której promotorem był Wojciech Charemza. W tym samym roku został zatrudniony na tejże uczelni, a w 2020 roku uzyskał na niej stopień doktora habilitowanego nauk społecznych  na podstawie pracy pt. Badania empiryczne z zastosowaniem danych panelowych i przekrojowo-czasowych przy użyciu modelu grawitacyjnego w zakresie analiz handlu międzynarodowego. W latach 2002–2014 zatrudniony był również w Instytucie Nauk Ekonomicznych Polskiej Akademii Nauk.